# Okres Tolna

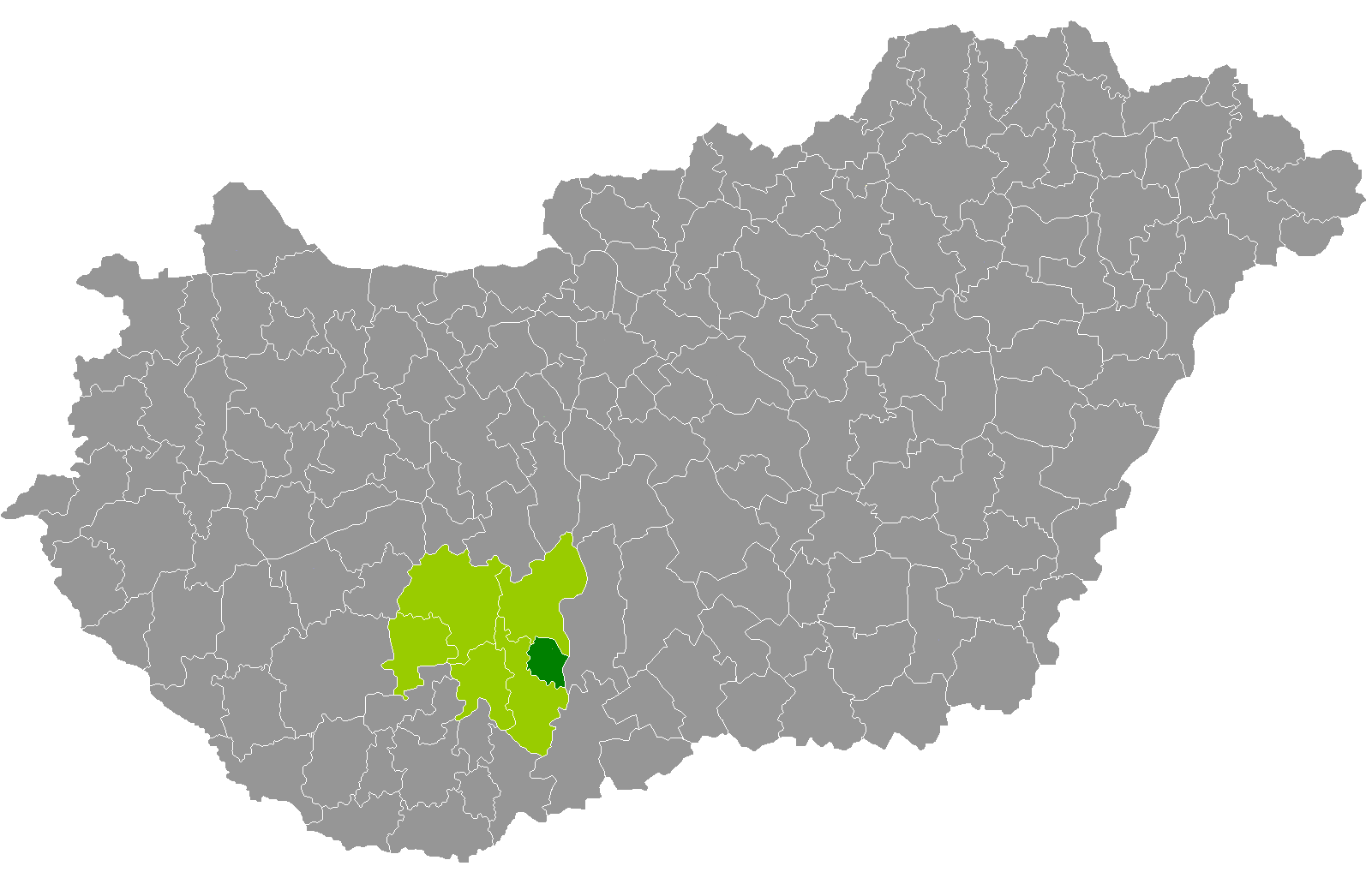
Okres Tolna

Okres Tolna se nachází v župě Tolna v Maďarsku. Okresním městem je od roku 2013 město Tolna.

## Popis
Okres leží v oblasti Jižní Zadunají na rovině podél Dunaje ve východní části župy v jižní části země. Řeka Dunaj tvoří východní hranici okresu. Na území okresu jsou dvě slepá ramena Dunaje - Tolnai-Duna a Faddi-Duna. Nadmořská výška je zhruba od 85 do 120 m. Rozloha okresu je 205,24 km².
Okresem procházejí souběžně dálnice M6 a hlavní silnice č. 6 od Budapešti na jih země. Ve stejném směru prochází okresem také železniční trať. Trať není elektrifikována.

## Sídla a lidé
Okres je tvořen jedním městem (Tolna), městysem a dvěma vesnicemi. (Počet obyvatel je k 1. 1. 2013)
| Jméno obce | Typ obce   | Obyvatelů | Rozloha km² |
| ---------- | ---------- | --------- | ----------- |
| Tolna      | okr. město | 11 172    | 71,07       |
| Fadd       | městys     | 4 199     | 67,54       |
| Bogyiszló  | vesnice    | 2 216     | 55,93       |
| Fácánkert  | vesnice    | 623       | 10,70       |

V lednu 2013 v tomto okresu žilo celkem 18 210 lidí. Obyvatelé jsou zaměstnáni především v zemědělství (ovoce, zelenina, pšenice, kukuřice), v živočišné výrobě a také ve službách spojených s cestovním ruchem.